# Vía verde del Maigmó
El Camino Natural Vía Verde del Maigmó es un camino que discurre por el itinerario de un antiguo tren proyectado entre las poblaciones de Agost y Alcoy, en la provincia de Alicante. El sendero acondicionado como vía verde es de 22 km, una parte del recorrido total previsto para dicho tren. Este camino discurre por los municipios de Tibi, Petrel y Agost y está indicado para la práctica del senderismo y el cicloturismo.
Esta ruta se encuentra dentro de la Red de Caminos Naturales del Ministerio de Agricultura, Pesca y Alimentación.

## Localización
La vía verde parte del apeadero de Agost, a unos 4 km al sur de esta población, para finalizar en el puerto del Maigmó, que le presta su nombre, justo en el cruce entre la carretera CV-827 (Agost-Maigmó) y la autovía A7 (Alicante-Alcoy).
Su recorrido, aunque corto, atraviesa un paisaje variado. Sube desde las tierras llanas de labor en Agost y alrededores, hasta el bosque mediterráneo en la montaña. En el intervalo, pasa por una zona de badlands, con saladares, margas, yesos y arcillas. Esta es una zona de escasas lluvias y la ruta, orientada al sur, tiene muchas horas de sol al año.

### Accesos
La vía verde es de fácil acceso. Tanto a su inicio como a su final, llega la carretera hasta las áreas de descanso allí ubicadas. En la travesía por la población de Agost, se puede acceder por diferentes entradas, mientras que hasta algunos puntos intermedios, se puede llegar a través del curso de la carretera Agost-Maigmó.

## Historia
Para dar salida a la producción industrial de la ciudad de Alcoy, existía un ferrocarril de vía estrecha que iba hasta el puerto de Gandía en la provincia de Valencia. Sin embargo, desde Alcoy se pensó en construir un tren de vía ancha para comunicarse con el puerto de Alicante.
El trazado elegido llevaba desde Alcoy hasta Agost, donde se hacía enlace con la vía ya existente hasta Alicante.
El proyecto se realizó bajo el Plan de Ferrocarriles Nacionales de 1926, del Ministro de Fomento de la época Rafael Benjumea, Conde de Guadalhorce. Los trabajos se iniciaron el 8 de marzo de 1928 con un plazo de ejecución de tres años. Llegaron a explanarse los 66 km del recorrido total, terminándose las obras de la traza en 1932.
La guerra civil en España dejó el proyecto a medias, quedando pendientes la extensión del balastro, el tendido de las vías y levantar las estaciones intermedias. Todavía hoy puede verse el balastro amontonado en algunos espacios cercanos a la vía.
Terminada la guerra, un informe del Banco Mundial para la concesión de un préstamo a España, aconsejó no realizar este trazado ante la falta de rentabilidad. Por ello, se deja en suspensión el proyecto. Años después, el Consejo de Ministros del 20 de julio de 1988 desiste de la obra y acuerda la reversión de los terrenos. Finalmente, por una resolución del 8 de junio de 2000 se autoriza a la Diputación de Alicante, en el tramo considerado, el uso del dominio público con finalidad ecoturística.
En el año 2001, se iniciaron las obras de transformación en vía verde. El trabajo fue ejecutado por el Ministerio de Medio Ambiente y gestionado por el área de Medio Ambiente de la Diputación de Alicante. En mayo de 2003 se publica en el Boletín oficial de la provincia la Ordenanza regulatoria del uso y mantenimiento de la vía verde.

## Descripción

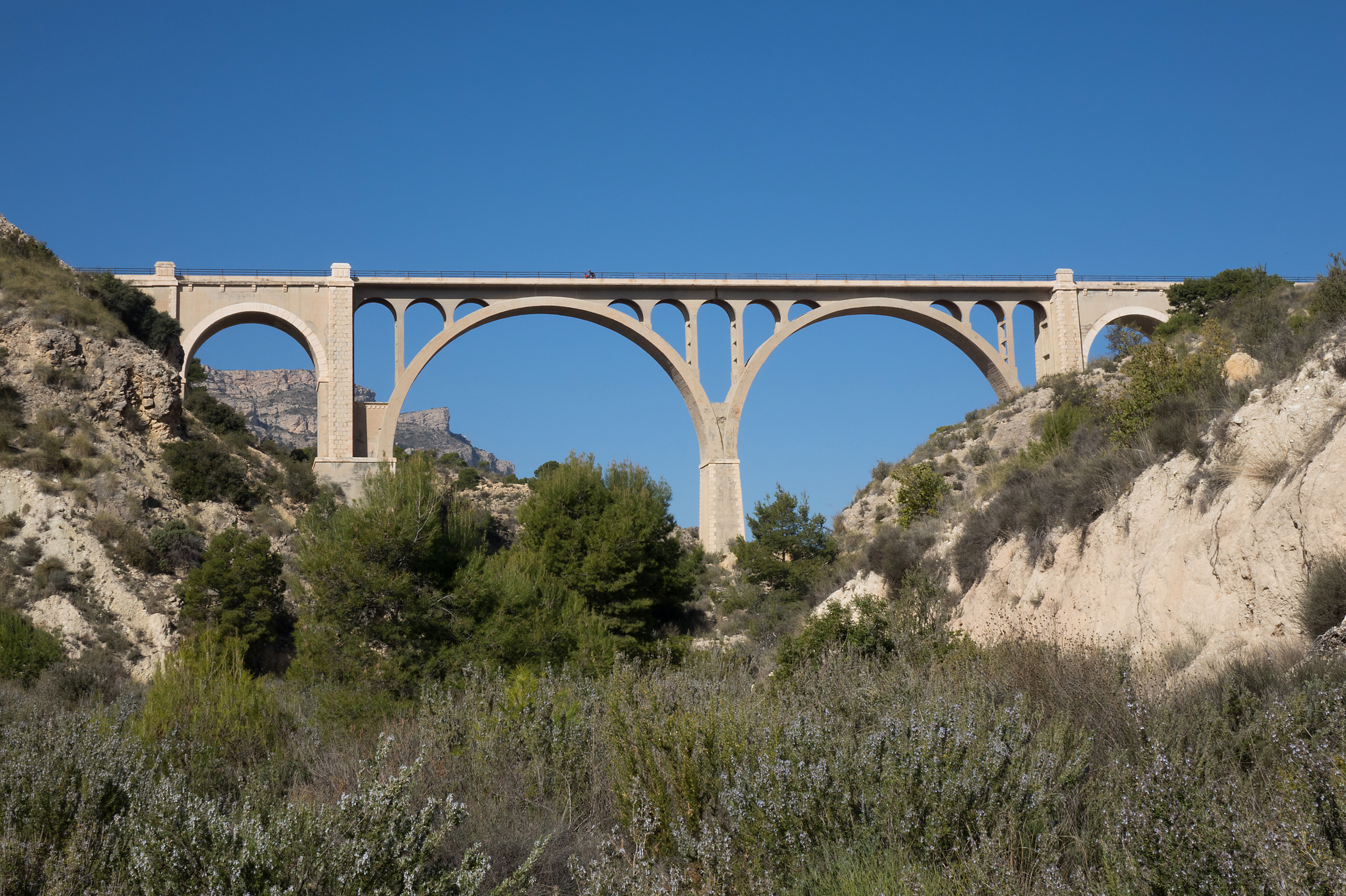
Viaducto del Pont del Vidre.

La ruta en dirección al Maigmó es de ascenso, con un desnivel a salvar de casi 400 m. Se parte en el inicio a 220 m de altitud, para llegar al final a los 610 m. El trayecto tiene seis túneles, sin iluminar, y dos viaductos.
La mayor parte del recorrido es de tierra compactada. Sin embargo, hay algún tramo de asfalto y con tráfico escaso compartido. Los túneles tienen suelo de cemento. Al inicio, en las cercanías de la población de Agost, algunos tramos del camino están flanqueados de palmeras, higueras y algarrobos.
La ruta tiene cuatro áreas de descanso, con mesas y bancos. Dos de ellas están al principio y al final del camino. Hay otras dos intermedias, en el kilómetro 4 llegando a Agost y en el kilómetro 20 en una zona de bosque mediterráneo.
Los primeros kilómetros del recorrido pasan por terrenos agrícolas. Predominan las viñas y, también, las grandes extensiones con cientos de almendros plantados. La marcha es por aquí una ascensión ligera y continuada. En esta zona, hay algunos cruces con carreteras locales y caminos, sobre todo hacia las casas rurales colindantes.
En el kilómetro 9 la ruta atraviesa una trinchera profunda que traza una amplia curva en el terreno. Este paso, gracias al corte en sección de doce metros de profundidad en su punto medio, permite ver con detalle la composición del terreno.
Más adelante, después de pasar por un alto terraplén en curva prolongada que cambia la orientación de la vía, se llega al primer túnel del recorrido. La existencia de una garita de vigilancia justo encima del mismo delata que fue utilizado como polvorín en la guerra civil.
A continuación, se encuentran los dos viaductos de la ruta. El primero, es el viaducto del Pont del Vidre de 167 m de largo, con 40 m de alto, para sortear el Barranco del Vidre. Poco más arriba, se encuentra el viaducto del Fontanar, de 190 m de longitud y con tráfico permitido, que vuela por encima de la Rambla de la Sarsa a 30 m de altura.
A partir de aquí, se entra en la zona de badlans, tierras blancas de yesos y margas. En estos terrenos más altos, aparecen algunas grandes balsas que se han construido para almacenar el agua de riego.
Después del paso de los viaductos, el camino sube hacia las montañas, situándose en paralelo a sus faldas, por donde están diseminadas grandes cárcavas y ramblas secas. Para salvar todos estos accidentes del terreno, en el camino aparecen los taludes, las trincheras y los túneles. La senda discurre entre las laderas sur de la Sierra del Maigmó y las laderas norte de la Sierra del Ventós. La escasa vegetación por aquí es principalmente matorral o garriga.
Entre los kilómetros 16 y 17 se encuentra la presa de retención de La Murtera, posiblemente construida en el siglo XVIII, donde pueden verse las tierras creadas con los sedimentos que retenía. Estas presas eran una forma de conseguir nuevas tierras de cultivo, cerrando el cauce natural de las aguas en un barranco.
Antes de llegar a los dos últimos túneles del recorrido, los más largos de la ruta con 381 y 525 metros de longitud, empieza la zona de bosque mediterráneo con el pino carrasco de protagonista. Este paisaje se prolonga hasta el término del recorrido.
Finalmente, la ruta llega al km 22 que es el final del camino acondicionado. Aquí la vía verde se cruza con la autovía que le impide el paso más allá.

## Geología

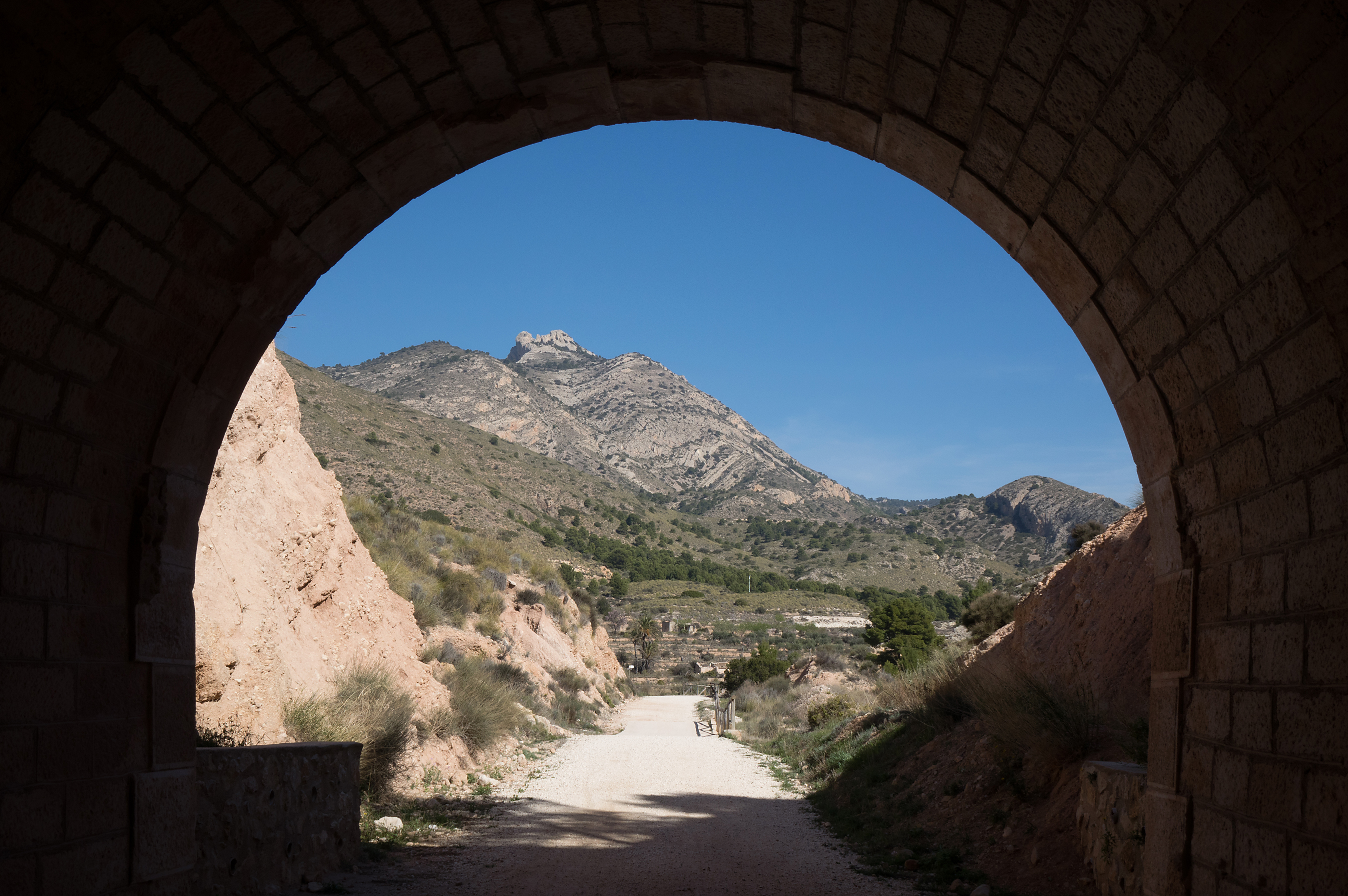
A la salida del túnel 3, vía verde y Maigmó.

A lo largo de esta vía verde existen algunas zonas a destacar desde un punto de vista geológico.
Por el camino, hay varias trincheras que dejan ver en sus paredes los estratos que componen el terreno del lugar. En el km 16 hay un buen ejemplo de esto, una trinchera que permite distinguir con claridad los flujos de detritos que en tiempos remotos bajaron en aluvión por estas tierras. Ese abanico aluvial se originó un poco más arriba, en l'Estret, único punto de paso posible para las aguas que bajaron de las sierras cercanas. Esto ocurrió hace dos o tres millones de años.
Más adelante, en el km 17, otras trincheras dejan ver sus tierras rojas de arcillas, junto margas y yesos originados por la sal emergente de mares ya extinguidos. Justo antes de este punto, hay un pequeño mirador sobre una loma.
Llegando al km 18, se puede ver la falla de Barranco Blanco. Es un valle estrecho encajonado entre montañas, con abundantes cárcavas y originado en el afloramiento a la superficie de margas por esta falla, hace entre 15 y 40 millones de años.
Pasado el km 20, la vía cruza el gran espacio vacío dejado por una antigua cantera de extracción de arcilla que sirvió durante años a la industria local. Las arcillas, presentes en toda esta zona, han hecho que la actividad de la alfarería fuera muy importante desde antiguo para la población de Agost.

## Hábitat
Pese a la escasez de agua en los terrenos alejados de las montañas, en la vía verde hay una variada flora, con plantas adaptadas a los suelos salinos. Entre esas plantas que se pueden ver, además del característico pino carrasco, están: Palma enana, jara, lentisco, coscoja, escobilla, salada blanca, barrilla borde, esparto, tomillo, romero, cantueso alicantino, etc.
En cuanto a la fauna, aparte de algunas aves rapaces de los altos de la sierra, se pueden mencionar : Conejo común, perdiz, búho real, jabalí, zorro, erizo, culebra de escalera, lagartija cenicienta, lagarto ocelado y también algunos pájaros cantores como el petirrojo, el carbonero garrapinos o el mito. Asimismo, pueden verse en la época apropiada, algunas aves migratorias en las aguas que llenan las balsas para el riego.

## Epílogo
La vía verde de Alcoy, que parte de esta ciudad en dirección sur, tiene acondicionados 10 km de este viejo proyecto de tren no finalizado.
La vía verde del Maigmó está incluida en el recorrido planificado de la ruta EuroVelo 8, que forma parte de la red de rutas ciclistas europeas de larga distancia EuroVelo.